# Anna Kornuta
Anna Kornuta (ur. 10 listopada 1988) – ukraińska lekkoatletka specjalizująca się w skoku w dal.
Stawała na podium mistrzostw Ukrainy.
Rekordy życiowe: stadion – 6,72 (14 czerwca 2013, Kijów) ; hala – 6,53 (21 lutego 2014, Sumy).

## Osiągnięcia
| Rok  | Impreza                   | Miejsce        | Lokata            | Wynik (m) |
| ---- | ------------------------- | -------------- | ----------------- | --------- |
| 2013 | Mistrzostwa świata        | Moskwa         | el. – 14. miejsce | 6,53      |
| 2014 | Halowe mistrzostwa świata | Sopot          | el. – 11. miejsce | 6,35      |
| 2016 | Mistrzostwa Europy        | Amsterdam      | 11. miejsce       | 6,42      |
| 2016 | Igrzyska olimpijskie      | Rio de Janeiro | el. – 19. miejsce | 6,37      |